# Герб Куманова
Герб Куманова — офіційний герб міста Куманово.

## Історія
Мілош Костадінов у 1970 році написав статтю про муніципальну геральдику й дійшов висновку, що лише сім общин у Соціалістичній Республіці Македонія використовували герб, одною з яких було Куманово. Після здобуття Північною Македонією незалежності від колишньої Югославії герб був змінений.

## Опис

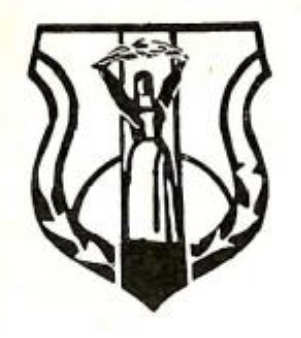

У 2012 році Йован Йовановський з Македонського геральдичного товариства описав поточний герб як «негеральдичний» та «квазігеральдичний». Герб Куманова розміщений на так званому іспанському щиті. На щиті зображено будівлю («Занечиський дом»), статую жінки з Меморіального костелу Куманово, жовте сонце, 1519 рік (час, коли в турецьких документах знайдено назву «Куманово»), назву міста кирилицею та один жовтий лист тютюну внизу. Все вищеперелічене на червоному тлі.